# 14 Pułk Strzelców Polskich (AP we Francji)
14 Pułk Strzelców Polskich (14 psp) – oddział piechoty Wojska Polskiego, zorganizowany i działający od jesieni 1918 do lipca 1919 na obszarze południowej Rosji i Besarabii.

## Formowanie i zmiany organizacyjne
Pułk został sformowany w 1918 roku w składzie 4 Dywizji Strzelców Polskich. W lipcu 1919 roku 14 Pułk Strzelców Polskich połączył się 29 Pułkiem Piechoty Ziemi Kaliskiej. Nowo sformowanemu pułkowi nadano nazwę 29 Pułk Strzelców Kaniowskich.

## Dowódcy pułku
- płk Stanisław Oktawiusz Małachowski[1]
- płk Paweł Kozubek[2]

Oficerowie
- Franciszek Żukowski